# Leclerc enquéte
Leclerc enquéte (L'inspecteur Leclerc enquête) è una serie televisiva francese in 39 episodi trasmessi per la prima volta nel corso di 2 stagioni dal 1962 al 1963.
È una serie poliziesca incentrata sui casi affrontati dal giovane e dinamico ispettore parigino Leclerc.

## Personaggi e interpreti
- Ispettore Leclerc (38 episodi, 1962-1963), interpretato da Philippe Nicaud.
- Ispettore Galtier (37 episodi, 1962-1963), interpretato da Paul Gay.
- Ispettore Denys (33 episodi, 1962-1963), interpretato da André Valmy.
- Brunel (26 episodi, 1962-1963), interpretato da Robert Dalban.
- Lucie (4 episodi, 1962-1963), interpretato da Anne Doat.

## Produzione
La serie, ideata da Roland Gritti e Pierre Nivollet e Marcel Bluwal, fu prodotta da Office de Radiodiffusion Télévision Française, Paris Télévision e Radio-Télévision Française. Le musiche furono composte da James Madelon.

### Registi
Tra i registi sono accreditati:
- Marcel Bluwal in 12 episodi (1962-1963)
- Yannick Andréi in 5 episodi (1962-1963)
- Claude Barma in 4 episodi (1962-1963)
- André Michel in 2 episodi (1962-1963)
- Émile Roussel in 2 episodi (1962-1963)
- Vicky Ivernel in 2 episodi (1962)
- Jean Laviron in 2 episodi (1962)
- Maurice Cazeneuve in 2 episodi (1963)

### Sceneggiatori
Tra gli sceneggiatori sono accreditati:
- Pierre Nivollet in 9 episodi (1962-1963)
- Jean-Luc Terrex in 5 episodi (1962-1963)
- René Wheeler in 5 episodi (1962-1963)
- Rémy Grumbach in 3 episodi (1962-1963)
- Jacques Celhay in 2 episodi (1962-1963)
- André Versini in 2 episodi (1962-1963)
- Jacques Dreux in 2 episodi (1962)
- Robert Thomas in 2 episodi (1962)

## Distribuzione
La serie fu trasmessa in Francia dal 21 gennaio 1962 al 5 dicembre 1963 sulla rete televisiva ORTF. In Italia è stata trasmessa con il titolo Leclerc enquéte.
Alcune delle uscite internazionali sono state:
- in Francia il 21 gennaio 1962 (L'inspecteur Leclerc enquête)
- in Spagna (El inspector Leclerc)
- in Germania Est (Kriminalistisches aus Paris)
- in Finlandia (Pariisin vaaroja)
- in Italia (Leclerc enquéte)

## Episodi
| Stagione         | Episodi | Prima TV Francia |
| ---------------- | ------- | ---------------- |
| Prima stagione   | 26      | 1962             |
| Seconda stagione | 13      | 1963             |